# تيم هوستون
تيم هوستون هو سياسي كندي، ولد في 10 أبريل 1970. نشط حزبياً في جمعية المحافظين التقدمية لنوفا سكوشا. وقد انتخب عضو مجلس نواب نوفا سكوشا.